# Neutralidad perpetua de Suiza

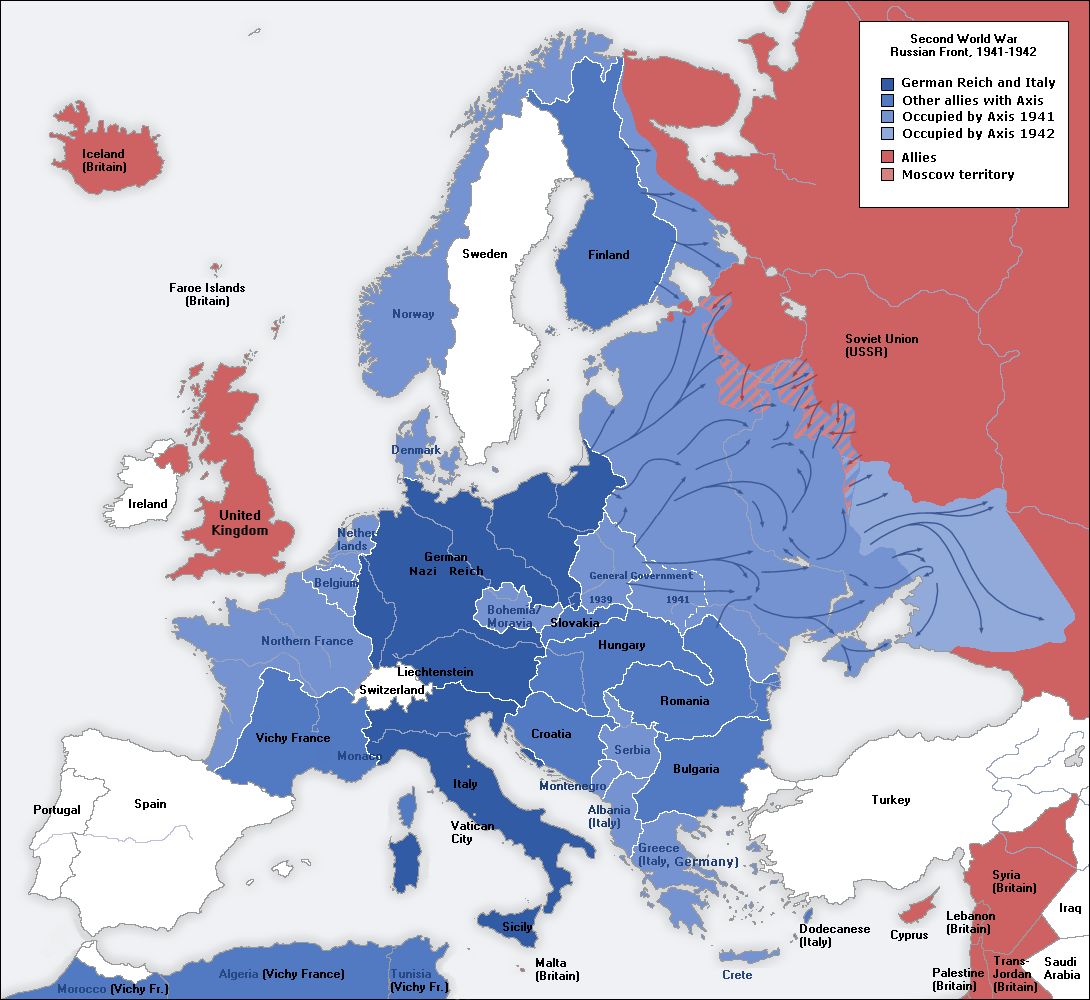
Suiza mantuvo su política de neutralidad pese a estar rodeada por territorio controlado por las Potencias del Eje durante la Segunda Guerra Mundial.

La neutralidad perpetua de Suiza es una política oficial de Suiza relativa a mantenerse neutral en conflictos armados. Suiza, en tanto Estado soberano, tiene el estatus de país neutral, desde el 20 de noviembre de 1815, como mecanismo de garantía de integridad e inviolabilidad de su territorio.  

## Historia
Hasta el siglo XV, los diferentes cantones suizos eran partes interesadas de los conflictos diplomáticos y militares que sacudían Europa occidental como las guerras contra los Habsburgo, y contra los duques de Borgoña. Tras concluir la batalla de Marignano, el Tratado de Friburgo estipuló a los suizos de abstenerse de combatir contra Francia.
Suiza evolucionó hacia la neutralidad en el siglo XVII. La Guerra de los Treinta Años, que arrasó Europa central, tuvo un gran eco en Suiza, donde coexistían diversas formas de cristianismo. Pero los suizos se mantienen en la brecha de las operaciones militares, proporcionando armas a los diferentes beligerantes. En 1647, los cantones se comprometieron a defenderse contra todo agresor, gracias a la creación de un consejo de guerra compuesto de jefes católicos y protestantes que podían, en todo momento, reunir hasta 36.000 hombres armados. Como resultado de la guerra, en la Paz de Westfalia, el emperador germánico y las distintas potencias europeas reconocieron la independencia de la Confederación Helvética.  
Suiza fue arrastrada en los reordenamientos territoriales posteriores a la Revolución Francesa y al Primer Imperio. En 1798, el ejército francés invadió Suiza, que tuvo que renunciar a su neutralidad. Los franceses impusieron la formación de una República Helvética sometida a las directivas de París. En 1803, Napoleón Bonaparte impuso el Acta de Mediación, y contingentes suizos participaron en la campaña de Rusia de 1812. Después de la derrota francesa de Leipzig en 1813, Suiza proclamó su neutralidad, pero fue, sin embargo, invadida por los ejércitos aliados. En el tratado de París de 1815, Suiza hizo reconocer su neutralidad y la inviolabilidad de su territorio por los vencedores de Napoleón I, a la par que recuperó los territorios anexionados por Francia: Ginebra, Neuchâtel, Valais y algunas partes del Jura.  
Durante el siglo XIX, Suiza puso en práctica su política de neutralidad. Hubo algunas crisis con Prusia sobre el asunto de Neuchâtel en 1856, y con Francia en el momento de la anexión de Saboya en 1860. En 1871, Suiza recogió los restos derrotados del ejército francés de Bourbaki. Atraídos por la neutralidad suiza, numerosas organizaciones internacionales se establecieron allí, como la sede de la Unión Telegráfica Internacional en 1868 y la de la Unión Postal Universal en 1874. En 1859, Henri Dunant fundó allí la Cruz Roja y en 1864, se abrió una conferencia internacional conocida como el "Convenio de Ginebra para el mejoramiento de la suerte que corren los militares heridos en los ejércitos en campaña".  
Durante la Primera Guerra Mundial, la Confederación, rodeada por los dos bandos beligerantes, permaneció neutral comerciando y acogiendo a diversos opositores al conflicto (Conferencia de Zimmerwald, en septiembre de 1915). Después del conflicto, Ginebra fue elegida para ser sede de la Sociedad de las Naciones (SDN). Suiza, miembro de la organización, hizo reconocer en la Declaración de Londres del 13 de febrero de 1920 su neutralidad y su no-participación en eventuales sanciones militares que decidiría la SDN.   Durante la Segunda Guerra Mundial, Suiza estuvo totalmente rodeada por las potencias del Eje (Alemania e Italia), lo que no le impidió acoger a numerosos refugiados civiles y militares.  
Durante la Guerra Fría, Suiza sirvió en misiones diplomáticas entre las dos Coreas, entre los Estados Unidos y la Unión Soviética y también entre los Estados Unidos e Irán. Sin embargo, en los planos ideológico y económico, Suiza formaba parte del bloque occidental. 
A inicios del siglo XXI, Suiza no se ha adscrito ni a la Unión Europea ni a la OTAN.

## Derecho de neutralidad y política de neutralidad
Cuando se habla de neutralidad, hay que distinguir el derecho de neutralidad y la política de neutralidad.  
El derecho de neutralidad está regulado por el derecho internacional, reconocido desde 1907 por el tratado de neutralidad de La Haya y se aplica en caso de conflicto internacional.    
La política de neutralidad, en tiempos de paz, se refiere a la aplicación, a la credibilidad y a la eficacia de la neutralidad. La política de neutralidad es flexible y puede ser adaptada a las circunstancias exteriores. Suiza siempre ha utilizado la neutralidad como un medio en el objetivo de adaptar su política de seguridad nacional y su política exterior.  

## Las funciones de la neutralidad suiza
Según Alois Riklin, la neutralidad suiza ha tenido las funciones tradicionales siguientes:  
- Integración: la neutralidad es utilizada para fines de cohesión interna del país.
- Independencia: la neutralidad ha servido para asegurar la independencia de la política exterior y de seguridad suiza.
- Libertad de comercio.
- Equilibrio: la neutralidad era la contribución de Suiza a la estabilidad en el continente europeo.
- Buenos oficios: todo tipo de actividades encaminadas a allanar los conflictos internacionales.

## Crítica de la neutralidad suiza
Una Comisión Independiente de Expertos nombrada por el Consejo Federal Suizo estuvo encargada de examinar las consecuencias de la política de neutralidad del país durante la Segunda Guerra Mundial entre 1996 y 2001, que condujo al informe Bergier.